# Casa Juan Dalmau
La Casa Juan Dalmau és una obra de Tarragona protegida com a Bé Cultural d'Interès Local.

## Descripció
És un edifici d'habitatges entre mitgeres que és un exemple interessant de l'arquitectura historicista dissenyada pel mestre de cases Antoni Ras Pons al 1883 per Juan Dalmau. Ocupa una parcel·la molt regular que permet obrir tres obertures.
Consta de planta baixa, entreplanta i tres pisos. Amb l'ornamentació de la façana i a la mida que es dona als balcons i elements decoratius, es busca establir una ordenació jeràrquica a l'edifici. Destaquen els trencaaigües de caràcter historicista i l'acurat dibuix de la pedra. El principal està format per una balconada seguida amb barrots de ferro colat.
La utilització de la pedra (llisós) la trobem als baixos, al marc i a les llosanes dels pisos. Com a element decoratiu singular a la nostra ciutat cal assenyalar els modillons situats als anells superiors dels arcs. Destaca l'acurat arrebossat imitant carreus.
Tot l'interès de la construcció rau en la decoració de la façana de caràcter historicista, en la disposició simètrica de l'alçat, en la bona qualitat de la pedra, serralleria i fusteria i en la disposició harmònica amb la resta d'alçats de la Rambla Nova.